# 華城季帆
華城 季帆（かしろ きほ、9月1日 - ）は、日本の女優。元宝塚歌劇団花組の娘役。
静岡県富士市、県立吉原高等学校出身。身長163cm。愛称は「ナル」。

## 来歴
1999年、宝塚音楽学校入学。
2001年、宝塚歌劇団に87期生として入団。入団時の成績は3番。宙組公演「ベルサイユのばら2001」で初舞台。その後、花組に配属。
2004年の「天使の季節」で新人公演初ヒロイン。
2006年の「スカウト」でバウホール公演初ヒロイン。続く「ファントム」で2度目の新人公演ヒロイン。続く「MIND TRAVELLER」（ドラマシティ・日本青年館公演）で、東上公演初ヒロイン。同年12月26日付で宝塚歌劇団を退団。
退団後は女優として舞台やドラマに出演。
現在は出身地である富士市を拠点に活動を続けている。

## 宝塚歌劇団時代の主な舞台

### 初舞台
- 2001年4 - 5月、宙組『ベルサイユのばら2001-フェルゼンとマリー・アントワネット編-』（宝塚大劇場のみ）

### 花組時代
- 2001年7 - 8月、『ミケランジェロ』『VIVA!』（宝塚大劇場）
- 2001年9 - 11月、『ミケランジェロ』 - 新人公演：アンジェロ5（本役：七星きら）『VIVA!』（東京宝塚劇場）
- 2001年12 - 2002年1月、『カナリア』（ドラマシティ・ル テアトル銀座）
- 2002年3 - 4月、『琥珀色の雨にぬれて』 - 新人公演：ミミ（本役：絵莉千晶）『Cocktail』（宝塚大劇場）
- 2002年4月、専科・花組『風と共に去りぬ』（日生劇場） - ファニー
- 2002年5 - 6月、『琥珀色の雨にぬれて』 - 新人公演：ミミ（本役：絵莉千晶）『Cocktail』（東京宝塚劇場）
- 2002年8月、『月の燈影（ほかげ）』（バウホール・日本青年館） - 元吉
- 2002年10 - 2003年2月、『エリザベート』 - 新人公演：ルドルフ（少年）（本役：望月理世）[注釈 1][9][5]
- 2003年3月、『恋天狗』（バウホール） - 八重
- 2003年5 - 9月、『野風の笛』 - 傀儡師・くちば、新人公演：小侍従・かえで（本役：桜一花）『レヴュー誕生』
- 2003年10 - 11月、『琥珀色の雨にぬれて』 - ジル『Cocktail』（全国ツアー）
- 2004年1 - 5月、『飛翔無限』 - 出語り『天使の季節』 - 新人公演：マルゲリタ（本役：ふづき美世）『アプローズ・タカラヅカ!』 新人公演初ヒロイン[4][5]
- 2004年5 - 6月、『NAKED CITY』（バウホール・日本青年館） - キャシー・レアマン
- 2004年8 - 11月、『La Esperanza（ラ・エスペランサ）』 - トレーシー、新人公演：フラスキータ（本役：遠野あすか）『TAKARAZUKA舞夢!』
- 2005年1 - 2月、『くらわんか』（バウホール） - 小糸[注釈 2]／お初[注釈 3]／延陽伯[注釈 4]
- 2005年3 - 7月、『マラケシュ・紅の墓標』 - ファティマ、新人公演：イヴェット（本役：遠野あすか）『エンター・ザ・レビュー』
- 2005年8月、『マラケシュ・紅の墓標』 - イヴェット『エンター・ザ・レビュー』（博多座） 初エトワール
- 2005年11 - 2006年2月、『落陽のパレルモ』 - フェリーチタ、新人公演：ジュディッタ・フェリ（本役：遠野あすか）『ASIAN WINDS!』 エトワール
- 2006年3 - 4月、『スカウト』（バウホール） - サーシャ バウ初ヒロイン[6]
- 2006年6 - 10月、『ファントム』 - ソレリ、新人公演：クリスティーヌ・ダーエ（本役：桜乃彩音） 新人公演ヒロイン、エトワール[7]
- 2006年11 - 12月、『MIND TRAVELLER-記憶の旅人-』（ドラマシティ・日本青年館） - パメラ・オースティン 東上初ヒロイン[8]

### 出演イベント
- 2002年6月、TCAスペシャル2002『DREAM』
- 2002年12月、『吉崎憲治オリジナルコンサート』
- 2002年12月、春野寿美礼ディナーショー『S【es】』[10]
- 2004年7月、TCAスペシャル2004『タカラヅカ90』
- 2004年11月、『ベルサイユのばら30』
- 2005年4月、TCAスペシャル2005『Beautiful Melody Beautiful Romance』
- 2005年9月、春野寿美礼イン・コンサート『I GOT MUSIC』[11]
- 2006年4月、蘭寿とむディナーショー『Sensation!』[12]
- 2006年5月、『花組エンカレッジ・コンサート』[13]

## 宝塚歌劇団退団後の主な活動

### 舞台
- 2007年、「愛、時をこえて〜関ケ原異聞〜」- 細川ガラシャ役
- 2007年、「TAKE FLIGHT」11月〜12月 東京国際フォーラム 12月 北九州芸術劇場 中日劇場1月 梅田芸術劇場
- 2008年、「フラガール」7月 赤坂ACTシアター8月 いわき芸術文化交流館 福岡市民会館 梅田芸術劇場 御園座
- 2008年、「赤毛のアン」主演 東京国際フォーラム
- 2009年、「TITANIC THE MUSICAL」1月 東京国際フォーラム - ケイト・マクガワン 役
- 2009年、「Gabiell CHANEL ガブリエル・シャネル」 7月 新橋演舞場
- 2009年、「しあわせになりたい」9月 新宿スペース107
- 2010年、「Gabrielle CHANEL ガブリエル・シャネル」3月 大阪松竹座
- 2010年、「ミュージカルモーツァルト!」11月〜12月 帝国劇場
- 2011年、「ミュージカルモーツァルト!」1月 梅田芸術劇場
- 2011年、「Gabrielle CHANEL ガブリエル・シャネル」5月 日生劇場
- 2011年、音楽劇「醒めながら見る夢」9月 東京グローブ座 10月 長崎公会堂 広島文化交流会館 キャナルシティ劇場 森ノ宮ピロティホール
- 2012年、「宇宙家族ヤマザキ」 6月〜7月 吉祥寺シアター
- 2012年、音楽劇「恋人たちの神話」 9月 日本橋三越劇場
- 2013年、「更地8」3月 下北沢シアター 711
- 2013年、音楽劇「ザ・オダサク」 5月 大阪松竹座 6月 新橋演舞場

### ドラマ
- 2007年、「女帝」第1話〜第3話）- 弓子 役
- 2008年、「氷の華｣
- 2009年、「7万人探偵ニトベ」（BS朝日） - 第7話・三崎ゆう 役
- 2009年、「交渉人〜THE NEGOTIATOR〜」（テレビ朝日） - 第3話・滝沢千尋 役
- 2010年、「インディゴの夜」（東海テレビ・フジテレビ系） - ミカ 役
- 2010年、「天使の代理人」（東海テレビ・フジテレビ系） - エピソード5・土屋悦子 役
- 2011年、「殺人予告」（テレビ朝日系）
- 2011年、「救急救命士・牧田さおり8」（テレビ朝日系） - 三ツ矢加奈子 役
- 2012年、「ハイスクール歌劇団☆男組」（CBC・TBS系）
- 2013年、「嘆きの美女」（NHKBSプレムアム）第6話・大原里美 役
- 2013年、「家庭教師が解く! 〜殺人方程式の推理ドリル〜」（TBS系） - 佐久間美穂子 役

### 映画
- 2008年、「ハッピーフライト」